# Atethmia rubens
Atethmia rubens là một loài bướm đêm trong họ Noctuidae.